# Кизилкобинка
Кизилкоби́нка, также известна как Кизил-Коба, Кызыл-Коба, Краснопещерная (укр. Кизилкобінка, крымскотат. Qızıl Qoba özeni, Къызыл Къоба озени — река Красной пещеры) — река в Крыму, вытекающая из пещеры Кызыл-Коба, расположенной на отрогах Долгоруковской яйлы. Длина реки — 5,0 км, площадь водосборного бассейна — 21, 0 км², уклон реки 48,0 м/км, среднемноголетний сток, на гидропосте Краснопещерное, составляет 0,179 м³/с, в устье — 0,11 м³/с.
Имеет протяжённость подземной части около 13 км. При выходе на поверхность образует водопад Су-Учхан (крымскотат. Suv Uçqan — «вода полетела»). У Кизил-Кобы 7 притоков, впадает справа в Салгир в 204,0 км от устья, за западнной окраиной села Перевальное. Водоохранная зона балки установлена в 50 м
В ходе раскопок археологами Бонч-Осмоловским и Эрнстом в 1921—1924 годах в долине реки обнаружено несколько многослойных стоянок. Выделена особая археологическая Кизил-кобинская культура.

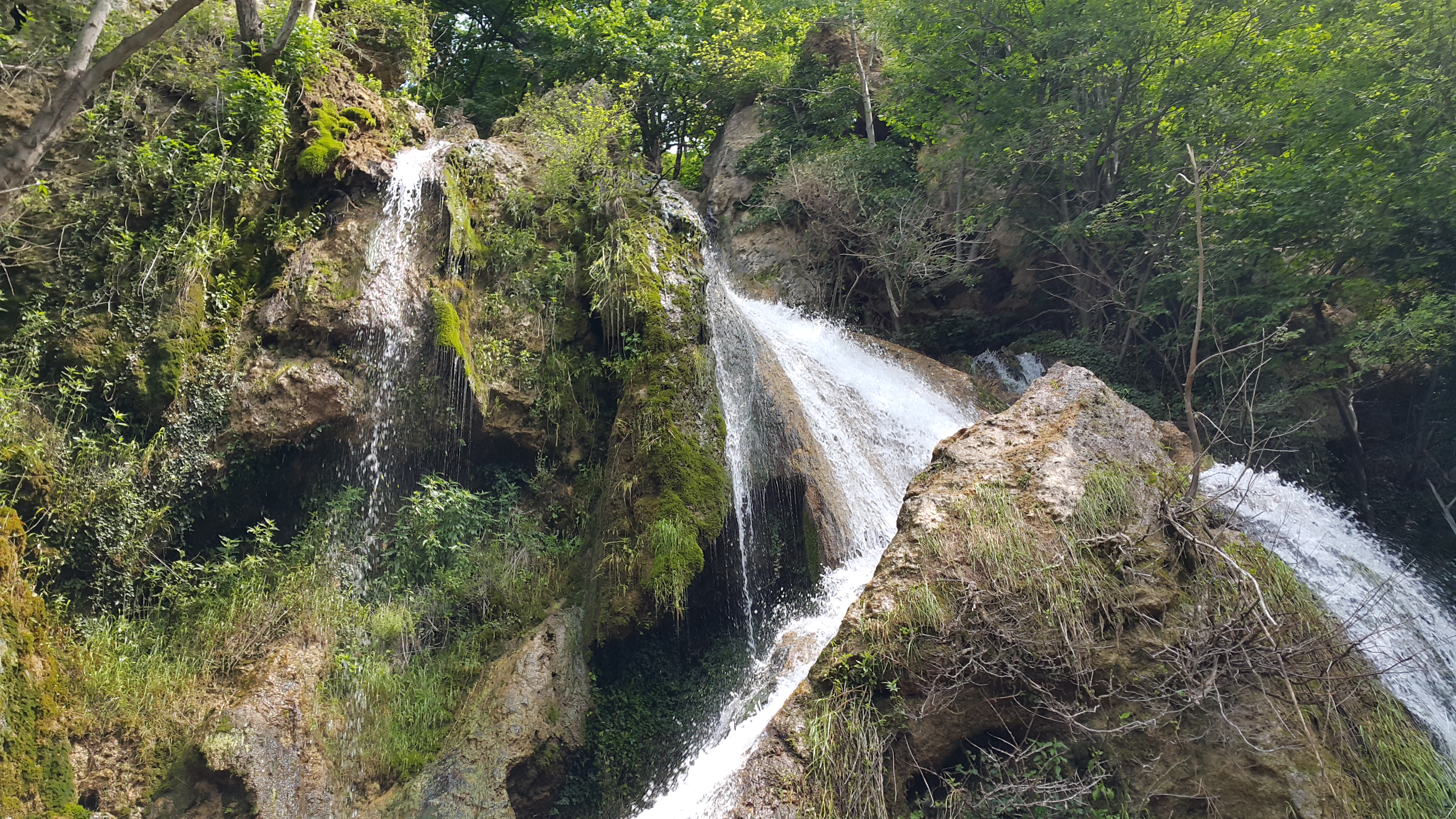
Водопад Су-Учхан
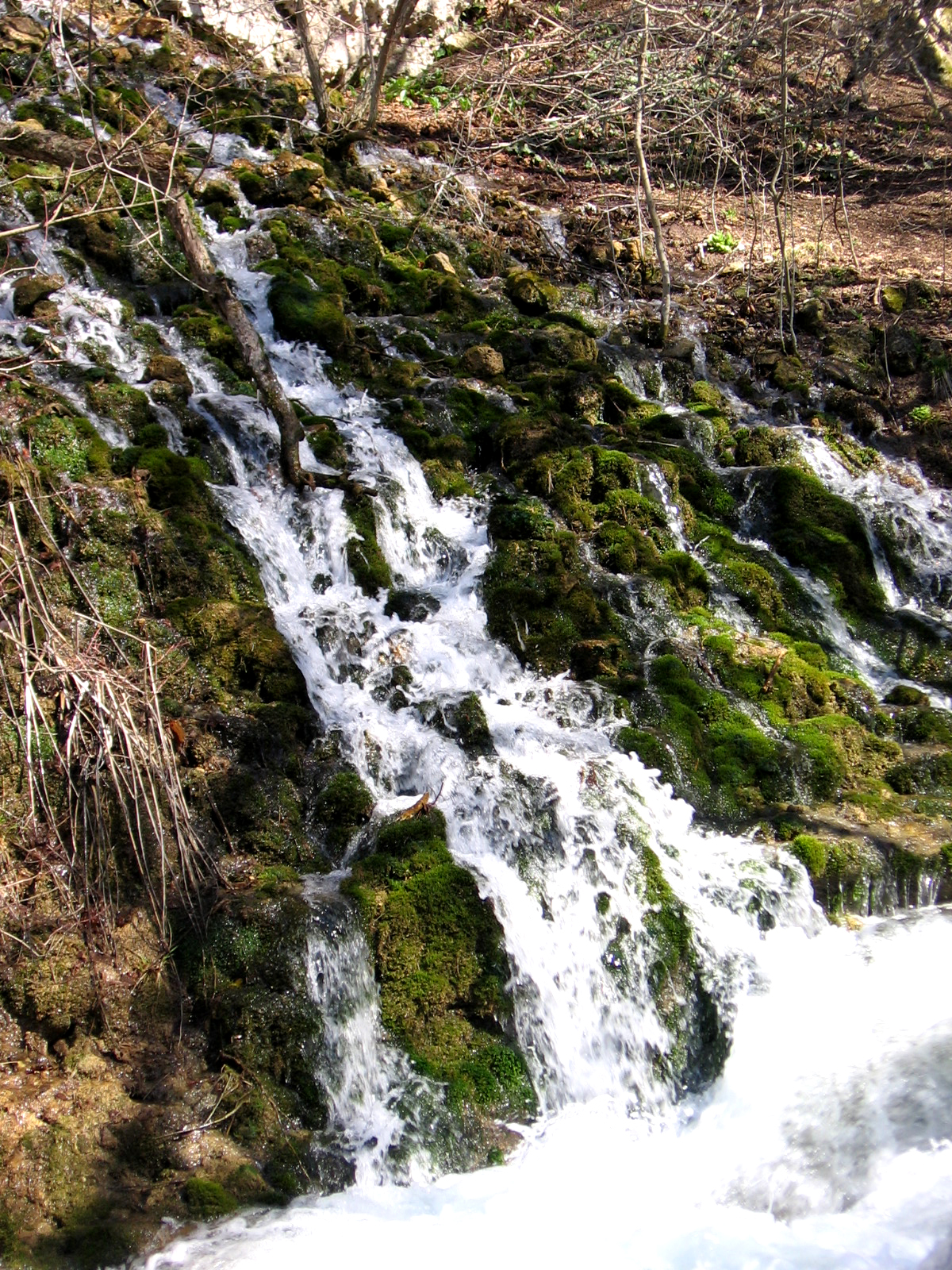
Выход воды из карстовых полостей в основное русло в весенний паводок.
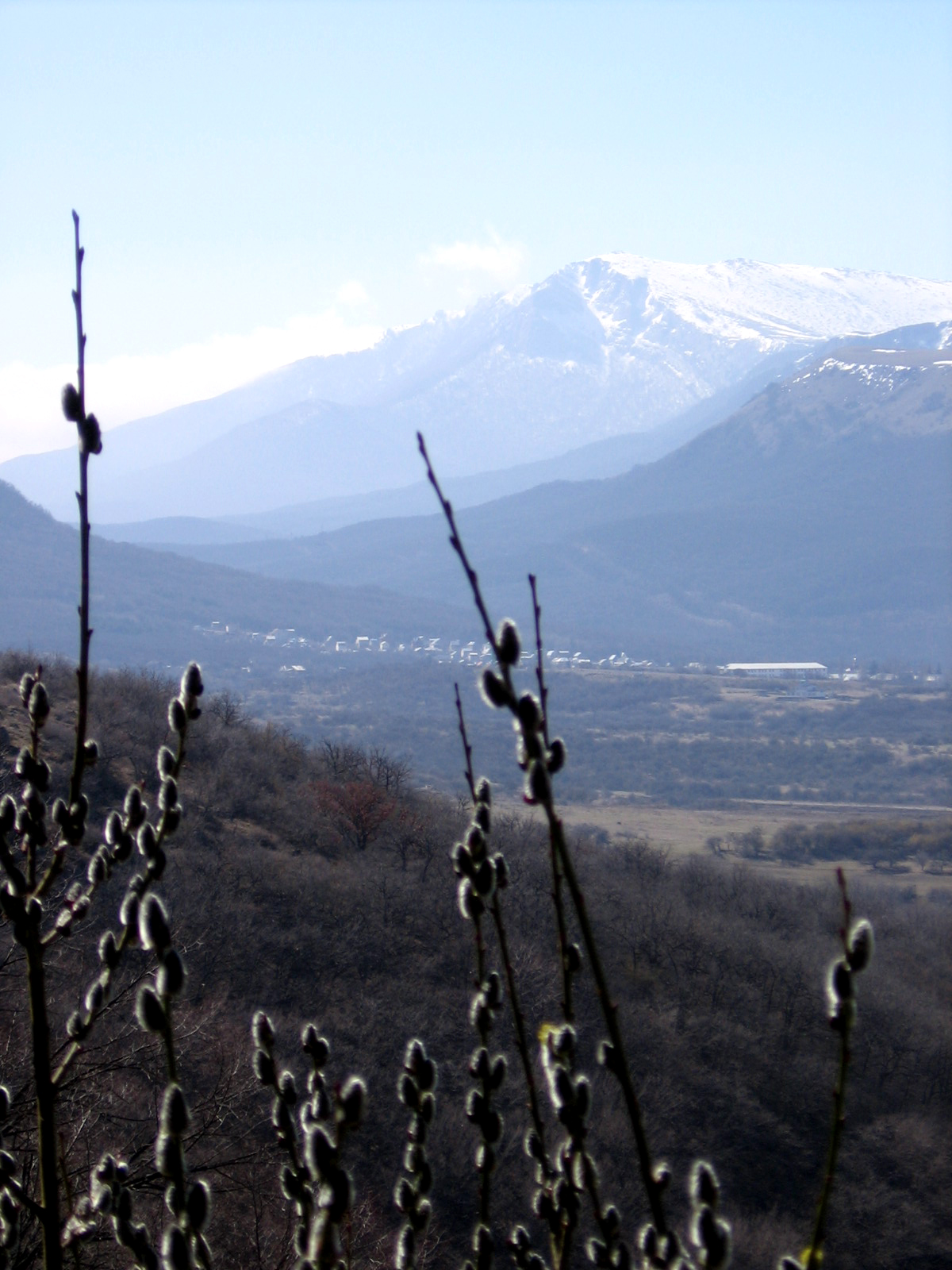
Вид на Ангар-Бурун с туфовой поляны, река Кизилкобинка.
Долгоруковская яйла и долина реки Кизилкобинки.